# توسکاچال
توسکاچال، روستایی است از توابع بخش مرکزی شهرستان مینودشت در استان گلستان ایران.
این روستا دارای منطقه زیبا وسرسبز می باشد،محصولات کشاوزی این روستا گندم،جو،توتون می باشد.این روستا جزء برترین تولید کننده توتون در کشور می باشد که تولیدات توتون این روستا جزء صادرات هم محسوب می شود.کشت محصول باسما توتون در این روستا به‌صورت سنتی انجام می شود،در این روستا چشمه ای به نام محلی(قل قلان)وجود دارد که به گفته اهالی روستا برای درمان بیمارهای پوستی مفید می باشد. یکی از جذاب ترین مکان این روستا جنگل زیبای آن می باشد

## جمعیت
این روستا در دهستان کوهسارات قرار داشته و بر اساس سرشماری سال ۱۳۸۵ جمعیت آن ۵۲۶ نفر (۱۳۷ خانوار)
بوده است.